# Casa Matas (Figueres)
La Casa Matas és un edifici de Figueres (Alt Empordà) que forma part de l'Inventari del Patrimoni Arquitectònic de Catalunya.

## Història
Va ser feta construir a començaments del segle xviii per Gregori de Matas i Pujol i Pellicer, i el 1802 s'hi hostatjà el rei Carles IV, Posteriorment, fou la residència de Josep Ramon de Camps i Avinyó, alcalde de Figueres entre els anys 1833 i 1835 i diputat a Corts i senador entre les dècades del 1830 i 1840.
També fou residència del comerciant figuerenc i polític liberal Tomàs Roger i Larrosa, i des de la dècada del 1950 fins al 1990 s'hi allotjà la Clínica Figueres.

## Descripció
Edifici situat en una cantonada, molt a prop de l'Ajuntament de Figueres. És un edifici de grans dimensions, de planta baixa, un pis i golfes, amb coberta a dues vessants que ha estat rehabilitat recentment. Tot i que les obertures dels pisos superiors no són originals, sí que ho són algunes de la planta baixa. Aquests obertures són en arc rebaixat, però l'element més destacat és, sens dubte, la porta d'accés a l'edifici. És una porta en arc rebaixat amb un gran escut a sobre, amb una decoració vegetal amb un bust al centre.